# Paul Barret
Paul Barret (* 1. August 1930 in Chassignelles; † 31. Juli 1993 in Montbéliard) ist ein ehemaliger französischer Fußballspieler und -trainer.

## Spielerkarriere
Barret wurde 1952 mit 22 Jahren in den Erstligakader des FC Sochaux aufgenommen, wo er von seiner ersten Saison an mit 14 Einsätzen regelmäßig auflief und 1953 zugleich den Gewinn der Coupe Charles Drago feiern konnte. Zwar bestritt er auch in den darauffolgenden Jahren, in denen noch nicht die Möglichkeit zur Ein- oder Auswechslung von Spielern bestand, jeweils eine ähnliche Zahl an Partien wie in seinem ersten Jahr, konnte sich aber nie dauerhaft etablieren. Nachdem er zwischen 1957 und 1960 lediglich noch fünf Erstligapartien bestritten hatte, entschied er sich 1960 nicht für einen Wechsel, sondern mit 29 Jahren direkt für die Beendigung seiner Laufbahn, in der er 77 Erstligaspiele ohne Torerfolg verbuchen konnte.

## Trainerkarriere
Im Anschluss an sein Karriereende blieb Barret Sochaux treu, für das er zunächst als Jugendtrainer arbeitete, bis er zu Beginn der Spielzeit 1969/70 zum Cheftrainer berufen wurde. Der dritte Tabellenplatz 1971/72 hatte für den Trainer und sein Team die Teilnahme am UEFA-Cup zur Folge, auch wenn dieser in der ersten Runde verloren ging. 1975 entging er knapp dem Abstieg und erreichte ein Jahr darauf die erneute Qualifikation für den europäischen Wettbewerb, der allerdings nicht erfolgreicher verlief als bei der vorherigen Teilnahme. Weil der Klub darüber hinaus in der Liga abrutschte, musste Barret im Februar 1977 nach siebeneinhalb Jahren seinen Posten an Jean Fauvergue abtreten.
Kurz vor dem Ende der Saison 1986/87 wurde er zurückgeholt, um den Verein vor dem Abstieg aus der höchsten französischen Spielklasse zu bewahren, was ihm aber nicht gelang. Infolgedessen stieg er 1987 mit 56 Jahren endgültig aus einer Fußballerlaufbahn aus, die er ausschließlich in der ersten Liga und beim FC Sochaux absolviert hatte.